# Måns Herngren
Måns Herngren (* 20. April 1965 in Stockholm) ist ein schwedischer Filmschauspieler, Regisseur und Drehbuchautor.

## Leben
Herngren ist der ältere Bruder des Comedians, Schauspielers und Regisseurs Felix Herngren und der freien Journalistin und Fernsehproduzentin Moa Herngren. Er war bis 2002 mit der Sängerin Lena Philipsson (* 1966) verheiratet, mit der er zwei Kinder hat. Von 2007 bis 2011 war er mit der früheren Hochspringerin Kajsa Bergqvist (* 1976) verheiratet.
Seine jüngste Regiearbeit nach diversen Auftritten und Arbeiten für Film und Fernsehen ist Allt flyter (2008), deutsch Männer im Wasser. Für diesen Film drehte er wie bei Underbar och älskad av alla (2007) auch im deutschsprachigen Raum.

## Auszeichnungen
1996 und 1998 wurden Werke von Herngren für den Guldbagge in der Kategorie Guldbagge/Bester Film sowie 1998 in der Kategorie Guldbagge/Beste Regie nominiert.

## Filmografie (Auswahl)
Drehbuchautor
- 1990: S*M*A*S*H (8 Folgen, auch Regie und Darsteller)
- 1997: Adam & Eva (auch Regie und Darsteller)
- 2002: Klassenfest (Klassfesten)
- 2003: Adam & Eva
- 2007: Salto für Anfänger (Underbar och älskad av alla)
- 2008: Männer im Wasser (auch Regie)

Regisseur
- 1998: Snow
- 2002: Klassenfest (Klassfesten)
- 2016: Der Hunderteinjährige, der die Rechnung nicht bezahlte und verschwand (Hundraettåringen som smet från notan och försvann)

Darsteller
- 2002: Die fünfte Frau